# Сінгапурська митрополія
Сінгапурська митрополія (грец. Μητρόπολη Σιγκαπούρης) — митрополія Константинопольської православної церкви в Південній та Південно-Східній Азії. Єпархіальний центр — Сінгапур. Правлячий архієрей — митрополит Сінгапурський Константин (Ціліс).
Утворена 9 січня 2008 року шляхом виділення з Гонконзької митрополії.